# Zaluzaniinae

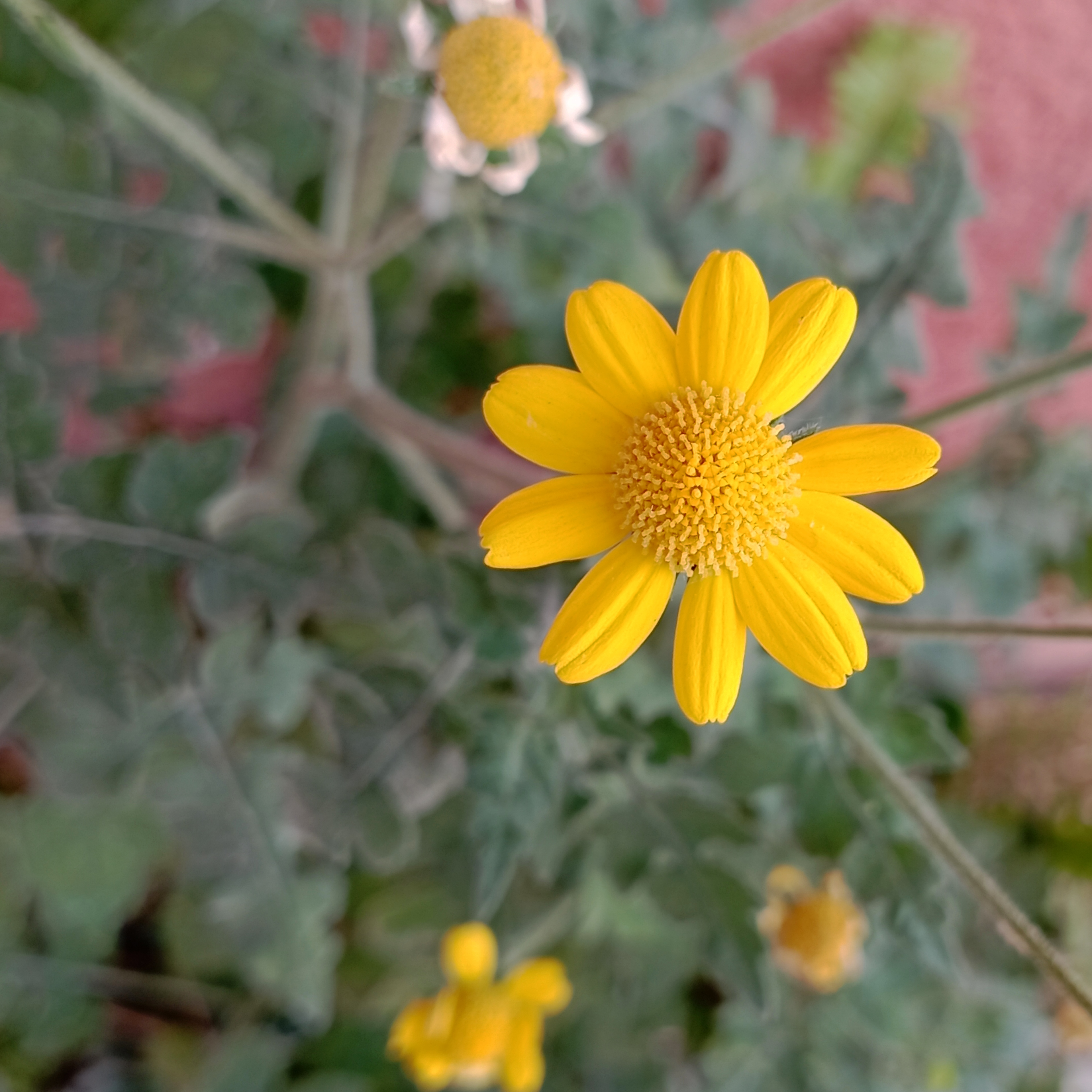
Zaluzaniinae es una subtribu de la tribu Heliantheae, familia de las asteráceas.

 Zaluzaniinae es una subtribu de la tribu Heliantheae, familia de  las asteráceas. Contiene los siguientes géneros:

## Géneros
- Hybridella
- Zaluzania